# 柳原車站 (岩手縣)
柳原站（日语：／ Yanagihara eki */?）位於岩手縣北上市柳原町，是東日本旅客鐵道（JR東日本）北上線的車站。

## 車站構造
岸式月台擁有1面1線的地上站，無人車站，由北上站管理。

## 車站周邊
- 北上消防署
- 北上鍛治町郵局
- 北上市立黑澤尻西小學
- 縣道245號南笹間黑澤尻線
- 縣道254號相去飯豐線
- 國道4號（北上外環道）
- 國道107號
- 北上市文化交流中心
- 詩歌之森公園
- 専修大學北上高級中學
- 日本基督教團北上教會

## 历史
- 1963年5月15日 開業。
- 1987年（昭和62年）4月1日 - 國鐵分割民營化後成為JR東日本轄下的車站。

## 其他

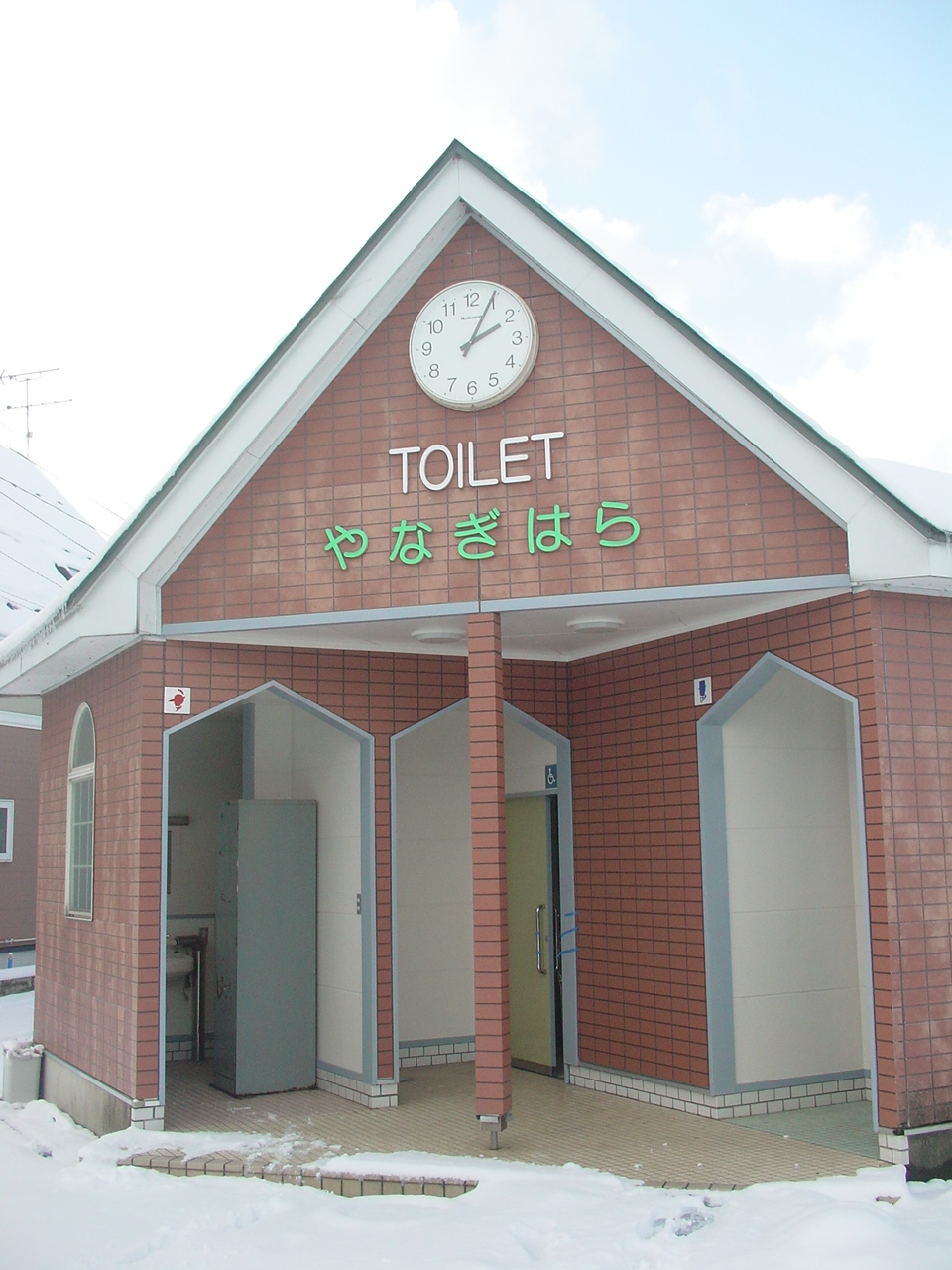
柳原站廁所

## 相鄰車站
東日本旅客鐵道
■北上線（下行只限721D通過此站）
北上－柳原－江釣子